# Margaret Moth
Margaret Gipsy Moth (nombre de nacimiento Margaret Wilson) (Gisborne, 30 de enero de 1951– Rochester (Minnesota), 21 de marzo de 2010) fue una cámara de televisión neozelandesa que trabajó para la CNN. Se convirtió en la primera cámara mujer de Nueva Zelanda.

## Biografía
Margaret Wilson obtuvo su primera cámara a los ocho años. primero para la televisión local DNTV2 en el sur de la isla antes de dar el salto a la cadena nacional de la TVNZ.
Cambió su nombre por el de Margaret Gipsy Moth después de enamorarse del paracaidista Tiger Moth y adoptó su nombre.
Moth se trasladó a los Estados Unidos para trabajar para la KHOU en Houston (Texas) y trabajó allí durante siete años antes de ser contratada por la CNN en 1990.
Moth cubrió la Guerra del Golfo, los disturbios que siguieron al asesinato a Indira Gandhi, la guerra civil en Tbilisi y la Guerra de los Balcanes. Fue descrita por sus colegas como peculiar, dura, intrépida y divertida..
En julio de 1992, Moth fue herida gravemente mientras filmaba en la Avenida de los Francotiradores de Sarajevo. A causa de esta herida, causó secuelas en su cuerpo y su habla. A pesar de esas heridas, volvió a trabajar a Sarajevo seis meses después, bromeando que venía a volver a buscar sus dientes perdidos.
En 1992, Moth ganó el Premio al Coraje de la International Women's Media Foundation (IWMF).
Fue el tema del documental de CNN "Fearless: the Margaret Moth Story", que se emitió en octubre de 2009. Era la historia de ella informando las noticias en zonas de guerra peligrosas, sin miedo. En el documental, fue citada diciendo: "He sacado todo de la vida".
En 2007, a Moth se le diagnosticó un cáncer de colon. Dos años después, comentó en un documental de CNN, "Me hubiera gustado pensar que habría salido con un poco más de estilo... Lo importante es saber que has vivido tu vida al máximo.... Podrías ser multimillonario y no podrías pagar para hacer las cosas que hemos hecho.."
A principios de septiembre de 2009, fue ingresada en un hospicio en Rochester (Minnesota), donde murió el 21 de marzo de 2010 a los 59 años.